# Filippo Timi
Filippo Timi, né le 27 février 1974 à Pérouse en Ombrie, est un acteur, metteur en scène et écrivain italien.

## Biographie
Filippo Timi malgré son bégaiement décide de faire du théâtre. Il fait ses débuts sur scène notamment auprès de Dario Marconcini au Centro per la Sperimentazione e la Ricerca teatrale de Pontedera, avec Cesare Ronconi au Teatro Valdoca de Cesena mais également auprès de Bob Wilson et de Pippo Delbono. En 1996, il intègre la compagnie théâtrale de Giorgio Barberio Corsetti.
En 2004, il est récompensé au théâtre par le prix Ubu italien du « meilleur jeune acteur » et en 2010 le prix Lo Straniero de la revue homonyme de Goffredo Fofi. Au cinéma, il est nommé pour le prix David di Donatello du « meilleur acteur » pour son interprétation de Benito Mussolini dans Vincere.

## Théâtre
Les pièces indiquées sont celles où il se produit en tant qu'acteur (et metteur en scène lorsque précisé) :
- Amleto2, mise en scène Filippo Timi (2012)
- Paolo di Tarso (1994)
- La rabbia (1995)
- Fuoco centrale (1995)
- La nascita della tragedia. Un notturno (1996)
- G.A. Story, mise en scène de Robert Wilson (1996)
- Ero bellissimo, avevo le ali (1996)
- Il risveglio. Appunti per una mitologia contemporanea (1997)
- Notte (1998)
- Il processo (Le Procès de Kafka) (1998)
- La tempesta (La Tempête de Shakespeare) (1999)
- F. di O., mise en scène Filippo Timi (1999)
- Medea, mise en scène Filippo Timi (1999)
- Graal (2000)
- East de Steven Berkoff (2001)
- Il gabbiano (la Mouette d'Anton Tchekhov) (2001)
- Woyzeck, de Georg Büchner (2001)
- Sogno di una notte di mezza estate (Songe d'une nuit d'été de Shakespeare) (2002)
- Il colore bianco (2006)
- Il popolo non ha il pane? Diamogli le briosche, mise en scène de Filippo Timi et Stefania De Sanctis (2009)
- Favola. C’era una volta una bambina e dico c’era perché ora non c’è più (2011)
- Giuliett’e Romeo. M’engolfi l’core, amore, mise en scène Filippo Timi (2011)
- Il Don Giovanni. Vivere è un abuso, mai un diritto, mise en scène Filippo Timi (2013)

## Filmographie

### Cinéma
- 1999 : In principio erano le mutande d'Anna Negri : Tasca
- 1999 : Appassionate de Tonino de Bernardi : Ricky
- 2001 : Fare la vita de Tonino de Bernardi : Antonello / Rosatigre
- 2001 : 500! de Giovanni Robbiano, Lorenzo Vignolo et Matteo Zingirian : Nico
- 2002 : Aprimi il cuore de Giada Colagrande : le client
- 2002 : La strada nel bosco de Tonino de Bernardi :
- 2004 : Marlene de Sousa de Tonino de Bernardi : Filippo
- 2005 : Onde de Francesco Fei : Alex
- 2006 : Transe de Ahmed El Maânouni :
- 2006 : Homo homini lupus (court métrage) de Matteo Rovere : Angelo Pietrostefani
- 2006 : L'eredita di Caino de Luca Acito et Sebastiano Montresor : lui
- 2007 : In memoria di me de Saverio Costanzo : Zanna
- 2007 : Saturno contro de Ferzan Ozpetek : Roberto
- 2007 : Signorina Effe de Wilma Labate : Sergio
- 2008 : I demoni di San Pietroburgo de Giuliano Montaldo : Gusiev
- 2008 : Come Dio comanda de Gabriele Salvatores : Rino Zena
- 2009 : Vincere de Marco Bellocchio : Benito Mussolini /  Benito Albino
- 2009 : L'Heure du crime (La doppia ora) de Giuseppe Capotondi : Guido
- 2010 : The American d'Anton Corbijn : Fabio
- 2010 : L'Ange du mal (Vallanzasca - Gli angeli del male) de Michele Placido
- 2010 : La Solitude des nombres premiers (La solitudine dei numeri primi) de Saverio Costanzo : Clown
- 2011 : Ruggine de Daniele Gaglianone : docteur Boldrini
- 2011 : Quando la notte de Cristina Comencini : Manfred
- 2011 : Piazza Garibaldi de Davide Ferrario :
- 2011 : Missione di pace de Francesco Lagi : Che Guevara
- 2012 : Italian Movies de Matteo Pellegrini : Vincenzo
- 2012 : Astérix et Obélix : Au service de Sa Majesté de Laurent TIrard : décurion de la patrouille
- 2012 : Com'è bello far l'amore de Fausto Brizzi : Max
- 2013 : Un château en Italie de Valeria Bruni Tedeschi : Ludovic
- 2013 : Comme le vent (Como il vento) de Marco Simon Puccioni : Umberto Mormile
- 2014 : I corpi estranei de Mirko Locatelli : Antonio
- 2015 : Sangue del mio sangue de Marco Bellocchio : le fou
- 2016 : Icaros : A Vision de Leonor Caraballo et Matteo Norzi : passager Leonardo
- 2016 : L'Indomptée de Caroline Deruas : le cardinal
- 2016 : Questi giorni de Giuseppe Piccioni : professeur Mariani
- 2017 : La Contrafigura de Rä di Martino : la star italienne
- 2017 : Favola de Sebastiano Mauri : Mrs Fairytale
- 2021 : Preghiera della sera (Diario di una passeggiata) (court métrage) de Giuseppe Piccioni : lui
- 2022 : Il filo invisibile de Marco Simon Puccioni : Paolo Ferrari
- 2022 : Il Principe di Roma d'Edoardo Maria Falcone
- 2022 : Les Huit Montagnes (Le otto montagne) de Felix van Groeningen et Charlotte Vandermeersch
- 2023 : L'Enlèvement (Rapito) de Marco Bellocchio

### Télévision
- 2002 : L'Amante (L'altra donna) (téléfilm) d'Anna Negri :
- 2010 : Boris (série télévisée), saison 3, épisode 3 La qualita non basta de Davide Marengo : Bruno Staffa
- 2015 : Il candidato (série télévisée) : Piero Zucca
- 2013-2022 : I delitti del BarLume (série télévisée) : Massimo Viviani

## Publications
- Tuttalpiù muoio, avec Edoardo Albinati, éditions Fandango, 2006,  (ISBN 978-88-6044-009-9).
- E lasciamole cadere queste stelle, Fandango, 2007,  (ISBN 978-88-6044-024-2).
- Peggio che diventare famoso, Garzanti, 2008  (ISBN 88-11-67024-1).
- AA.VV, Racconti perugini, Midgard, 2009.